# Powiat wileńsko-trocki
Powiat wileńsko-trocki – jeden z 8 powiatów województwa wileńskiego II Rzeczypospolitej powstały pomiędzy 1923 a 1924 r. z połączenia dawnych powiatów guberni wileńskiej: wileńskiego i trockiego. Urząd starostwa mieścił się w Wilnie przy ulicy Sołacz 3. W skład powiatu wchodziło 17 gmin, 2 miasta i 12 miasteczek.

## Gminy
- Nowa Wilejka (miejska)
- Troki (miejska)
- Gierwiaty (wiejska)
- Mejszagoła (wiejska)
- Mickuny (wiejska)
- Niemenczyn (wiejska)
- Olkieniki (wiejska)
- Orany (wiejska)[3]
- Podbrzezie (wiejska)
- Rudomino (wiejska)
- Rudziszki (wiejska)
- Rzesza (wiejska, siedziba Rzesza Werkowska)
- Soleczniki (wiejska, siedziba Małe Soleczniki)
- Szumsk (wiejska, siedziba Szumsk Wileński)
- Troki (wiejska)
- Turgiele (wiejska)
- Worniany (wiejska)
- Janiszki[4]
- Koniawa[5]

## Miasta
- Nowa Wilejka
- Troki

## Miasteczka
- Gierwiaty
- Mejszagoła
- Mickuny
- Niemenczyn
- Olkieniki
- Podbrzezie
- Rudomino
- Rudziszki
- Soleczniki Małe
- Szumsk Wileński
- Turgiele
- Worniany